# Ejército Popular de Corea

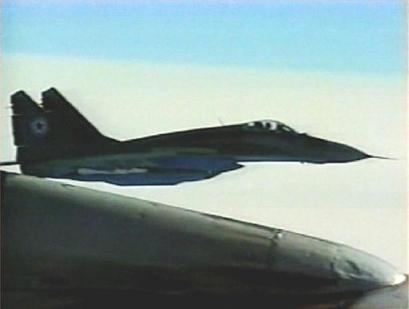
Imagen de dos MIG-29 del Ejército Popular de Corea en 2003. Las imágenes de armamento moderno norcoreano son muy raras.

El Ejército Popular de Corea (en hangul, 조선인민군; romanización revisada, Chosŏn inmin'gun; EPC o KPA por sus siglas en inglés), también conocido como Inmin Gun, comprende las fuerzas militares de Corea del Norte. Es el brazo armado del Partido del Trabajo de Corea. Kim Jong-un es el comandante supremo del Ejército Popular de Corea y jefe de la Comisión Nacional de Defensa. El EPC se divide en cinco ramas: las Fuerzas Terrestres del Ejército Popular de Corea, la Marina Popular de Corea, la Fuerza Aérea del Ejército Popular Coreano, las Tropas Estratégicas de Cohetes de Corea del Norte y la Fuerza de Operaciones Especiales de Corea del Norte.
El presupuesto anual del EPC es de 1.600 millones de dólares. La organización de investigación estadounidense ISIS reporta que Corea del Norte posee, tal vez, suficiente material fisible para producir de 2 a 9 armas nucleares. La política del Songun (“el ejército primero”) eleva al EPC a una posición de privilegio en el gobierno y en la sociedad.
En 1978, Kim Il-sung decretó que el “Día de Fundación del Ejército” se cambiara del 8 de febrero al 25 de abril, el día nominal del establecimiento de su guerrilla independentista contra el Imperio del Japón en 1932, para reconocer el supuesto origen indígena del EPC y ocultar sus orígenes soviéticos. Una activa industria militar se ha desarrollado para producir misiles balísticos de largo alcance como el Nodong-1. 
Actualmente Corea del Norte es uno de los países más militarizados del mundo, teniendo el cuarto ejército más grande del mundo contando, aproximadamente, con 1.106.000 cuadros armados y con alrededor del 20% de población masculina de entre 17 y 54 años sirviendo en las fuerzas armadas regulares. El servicio militar de 10 años es obligatorio para la mayoría de los varones. El EPC opera una enorme red de instalaciones militares dispersas por el país, una gran capacidad de producción de armas, un denso sistema de defensa aérea, la tercera reserva de armas químicas del mundo, e incluye el contingente de fuerzas especiales más numeroso del mundo (conformado por 180.000 hombres). Una parte importante de sus arsenales y bases militares, se encuentran bajo tierra, en lugares secretos. Esto se hace para evitar ser fotografiados por aviones o satélites, y en caso de invasión, poder operar desde allí.
La antigüedad de su equipamiento, debido a la grave situación económica del país, es visto como el mayor defecto en las capacidades de sus fuerzas armadas.
El EPC considera como su mayor amenaza a las Fuerzas Armadas de la República de Corea (fuerzas armadas de Corea del Sur) y a la United States Forces in Korea (USFK por sus siglas en inglés, fuerzas de EE. UU. estacionadas en Corea del Sur) a través de la Zona Desmilitarizada de Corea desde el Acuerdo de Armisticio que puso un alto al fuego a la guerra de Corea en 1953.

## Historia
Los orígenes del Ejército Popular de Corea se remontan a 1939 con el Ejército de Voluntarios Coreanos (EVC) formado en Yan'an (China). Los dos individuos responsables de la formación de este cuerpo armado fueron Kim Tu-bong y Mu Chong. Al mismo tiempo, fue establecida una escuela para entrenar líderes políticos y militares para una futura Corea independiente. Para 1945, el EVC había crecido hasta alcanzar, aproximadamente, los 1000 hombres; la mayoría desertores coreanos del Ejército Imperial Japonés. Durante este periodo, el EVC peleó junto a las fuerzas del Partido Comunista de China, de quienes consiguieron armas y munición. Luego de la derrota de Japón en la Segunda Guerra Mundial, el EVC acompañó a las fuerzas chinas dentro de Manchuria, con la intención de reclutar más voluntarios entre la población coreana de la región para luego entrar en la península coreana. En septiembre de 1945 contaban con una fuerza de 2.500 hombres a su disposición. 
Terminada la guerra y durante la ocupación por parte de la Unión Soviética del territorio al norte del Paralelo 38, el cuartel general del XXV Ejército Rojo en Pionyang publicó en octubre de 1945 una declaración ordenando a todos los grupos de resistencia armada que se disolvieran. Unos 2.000 coreanos con experiencia previa en el Ejército Rojo fueron enviados a varios lugares alrededor del país para organizar fuerzas policiales con el permiso de los cuarteles generales soviéticos, y la nueva fuerza fue creada el 21 de octubre del mismo año.
Los cuarteles generales sintieron la necesidad de una unidad separada para la seguridad de carreteras, y la formación de la misma fue anunciada el 11 de enero de 1946. Esa unidad fue activada el 15 de agosto del mismo año para supervisar a las fuerzas de seguridad existentes y la creación de unas fuerzas armadas nacionales.
La primera escuela político-militar de Corea del Norte, la Academia Militar de Pionyang (Escuela de Oficiales del EPC n.º 2 desde enero de 1949), encabezada por Kim Chaek, un aliado de Kim Il-sung, fue fundada en octubre de 1945 bajo la tutela soviética para entrenar guardias popular o unidades de seguridad pública. En 1946 los graduados de la escuela entraron en la policía regular y unidades de seguridad pública. Estas fuerzas de seguridad ligeramente armadas incluían seguidores de Kim Il-sung y veteranos que regresaron de la República Popular China. Pronto se unió a la tarea de formación de oficiales políticos y militares para las nuevas fuerzas armadas la Escuela Central de Policía (que se transformó en la Academia Militar del EPC en diciembre de 1948).
Una vez organizada la milicia y con las instalaciones para la educación de los nuevos reclutas completadas, el Cuerpo de Disciplina Policial fue reorganizado en el Cuartel General del Cuerpo de Ejército Popular de Corea. Las unidades, hasta ese momento semioficiales, se transformaron en unidades militares regulares y recibieron uniformes, correajes y armas soviéticas.
El Departamento de Seguridad Estatal, precursor del Ministerio de Defensa, fue creado como parte del Comité Popular Interino el 4 de febrero de 1948. La creación formal del Ejército Popular de Corea fue anunciada cuatro días después, el 8 de febrero, siete meses antes que el gobierno de la República Democrática Popular de Corea fuera proclamado el 9 de septiembre de 1948. Adicionalmente fue establecido el Ministerio de las Fuerzas Armadas de Pueblo, que controlaba a batallón de guardia central, dos divisiones y una brigada mixta independiente.
Antes que estallara la guerra de Corea, Iósif Stalin equipó al EPC con modernos tanques, camiones, artillería y armas pequeñas (en ese momento el Ejército de Corea del Sur no tenía nada comparable ni en número ni en equipo).
Durante las fases iniciales de la guerra de Corea en 1950, el EPC rápidamente forzó la retirada de las fuerzas de Corea del Sur y capturó su capital, Seúl, solo para perder 70.000 de sus 100.000 hombres en el otoño, después del desembarco anfibio de fuerzas estadounidenses en la Batalla de Inchon y la subsecuente retirada hacia el río Yalu. Después de esto el EPC jugaría un rol menor, dejando el protagonismo a las fuerzas expedicionarias de la República Popular China en el resto de la guerra. Para el momento del armisticio en 1953, el EPC había sufrido 290.000 bajas y perdido a 90.000 hombres como prisioneros de guerra.

## Estructura
Se estructura en torno a tres escalones de tropas, el primer escalón compuesto por cuatro Cuerpos de Ejército, el segundo es un escalón de apoyo formado por dos Cuerpos de Ejército mecanizados, uno acorazado y uno de artillería, el tercer escalón es la reserva estratégica compuesto de dos Cuerpos de Ejército Mecanizados y otro Cuerpo de Artillería.

## Escalafón militar
|                      | Coreano                  | Español                                                                       | Hombreras | Hombreras | Hombreras    |
| -------------------- | ------------------------ | ----------------------------------------------------------------------------- | --------- | --------- | ------------ |
| Oficiales Mariscales | 대원수（大元帥）         | Gran Mariscal                                                                 |           |           |              |
| Oficiales Mariscales | 공화국원수（共和國元帥） | Mariscal de la República                                                      |           |           |              |
| Oficiales Mariscales | 인민군원수（人民軍元帥） | Mariscal del Ejército Popular                                                 |           |           |              |
| Oficiales Mariscales | 차수（次帥）             | Segundo Mariscal                                                              |           |           |              |
|                      | Coreano                  | Español                                                                       | Ejército  | Armada    | Fuerza Aérea |
| Oficiales Generales  | 대장（大將）             | General del Ejército Almirante General de la Flota General de la Fuerza Aérea |           |           |              |
| Oficiales Generales  | 상장（上將）             | Coronel General Almirante                                                     |           |           |              |
| Oficiales Generales  | 중장（中將）             | Teniente General Vicealmirante                                                |           |           |              |
| Oficiales Generales  | 소장（少將）             | Mayor General Contraalmirante                                                 |           |           |              |
| Oficiales de escuela | 대좌（大佐）             | Coronel Mayor Comodoro                                                        |           |           |              |
| Oficiales de escuela | 상좌（上佐）             | Coronel Capitán de Navío                                                      |           |           |              |
| Oficiales de escuela | 중좌（中佐）             | Teniente coronel Comandante                                                   |           |           |              |
| Oficiales de escuela | 소좌（少佐）             | Mayor Teniente Comandante                                                     |           |           |              |
| Oficiales tenientes  | 대위（大尉）             | Capitán Capitán Teniente                                                      |           |           |              |
| Oficiales tenientes  | 상위（上尉）             | Primer Teniente Teniente de Navío                                             |           |           |              |
| Oficiales tenientes  | 중위（中尉）             | Teniente Teniente de Fragata                                                  |           |           |              |
| Oficiales tenientes  | 소위（少尉）             | Segundo Teniente Alférez de Navío                                             |           |           |              |
| Suboficiales         | 특무상사（特務上士）     | Suboficial                                                                    |           |           |              |
| Suboficiales         | 상사（上士）             | Sargento Mayor                                                                |           |           |              |
| Suboficiales         | 중사（中士）             | Sargento                                                                      |           |           |              |
| Suboficiales         | 하사（下士）             | Sargento segundo                                                              |           |           |              |
| Soldados             | 상급병사（上級兵士）     | Cabo Primero                                                                  |           |           |              |
| Soldados             | 중급병사（中級兵士）     | Cabo                                                                          |           |           |              |
| Soldados             | 초급병사（初級兵士）     | Soldado Distinguido Marinero de primera classe                                |           |           |              |
| Soldados             | 전사（戰士）             | Soldado Raso Marinero                                                         |           |           |              |

## Equipamiento

### Armas
Los soldados del EPC están armados principalmente de fusiles de asalto fusiles de asalto tipo Kalashnikov como armas estándares, sobre todo el Tipo 58 (Tipo 3 AK-47/w, con cajón de mecanismos de acero estampado), Tipo 68A/B (AKM/AKMS), Tipo 88 (AKS-74). El diseño de estas armas se deriva del sistema Kalashnikov pero se le llama "Tipo XX", pues se usa el sistema chino de nombres. Aparte de los fusiles tipo Kalashnikov el EPC usa otras armas de origen extranjero, especialmente de China.